# Paralampona
Paralampona és un gènere d'aranyes araneomorfes de la família dels lampònids (Lamponidae). Fou descrit per primera vegada l'any 2000 per Platnick. Són endèmiques d'Austràlia.

## Taxonomia
Segons el World Spider Catalog (19 de març de 2017) hi ha les següents 8 espècies::
- Paralampona aurumagua Platnick, 2000
- Paralampona cobon Platnick, 2000
- Paralampona domain Platnick, 2000 (espècie tipus)
- Paralampona kiola Platnick, 2000
- Paralampona marangaroo Platnick, 2000
- Paralampona renmark Platnick, 2000
- Paralampona sherlock Platnick, 2000
- Paralampona wogwog Platnick, 2000